# Lista de terramotos no Haiti
Este anexo lista os maiores terramotos sofridos no Haiti. Até 2010, existiram cinco grandes sismos reportados no Haiti.
- Sismo em Port-au-Prince de 1751 (18 de Outubro): De acordo com o historiador francês Moreau de Saint-Méry, "apenas uma construção não se tinha desmoronado" em Port-au-Prince, capital do Haiti.
- Sismo em Port-au-Prince de 1770 (3 de Junho): A cidade tremeu a uma escala de 7.5, matando mais de 200 pessoas.
- 7 de Maio de 1842: Um sismo destruiu a cidade de Cap-Haïtien e outras no norte do Haiti e da República Dominicana; destruiu Sans-Souci Palace. Morreram 10,000 pessoas.[1]
- Sismo na República Dominicana de 1946 (4 de Agosto): Sismo com 8.0 de magnitude, produziu um tsunami que matou 1,790 pessoas.[2]
- Sismo do Haiti de 2010 (12 de Janeiro): O epicentro deste sismo de magnitude de 7.0 Mw foi perto de Léogâne, cerca de 25 quilómetros oeste de Port-au-Prince.[3][4] a uma profundidade de 13 quilómetros.[5] A Cruz Vermelha Internacional estimou que três milhões de pessoas foram afectadas pelo tremor da terra;[6] o ministro haitiano, Paul Antoine Bien-Aimé, antecipou a 15 de Janeiro de 2010 que o desastre teria roubado entre 100,000 a 200,000 vidas.[7]

Eric Calais, um geofísico da Purdue University que conduziu a pesquisa na área ao longo de anos, Rosa Stein, da United States Geological Survey em Menlo Park, Califórnia, e a sua equipa, independentemente calcularam que o terremoto aumentou o risco noutros segmentos da Enriquillo falhas e talvez em outras falhas, embora o tremor provavelmente não aumentará o risco, que já é conhecido por ser alto. Relatos históricos, embora não sejam precisos, sugerem que houve uma sequência de terramotos progredindo para oeste ao longo da falha, começando com um tremor de terra na República Dominicana em 1751. Há preocupações de que o terremoto de 12 de Janeiro pode ser o início de uma sequência de um novo a longo prazo: "toda a região é terrível".